# بانوی موساشینو
بانوی موساشینو (به ژاپنی: 武蔵野夫人, Musashino-Fujin) (به انگلیسی: The Lady of Musashino) یک فیلم در ژانر درام به کارگردانی کنجی میزوگوچی است که در سال ۱۹۵۱ منتشر شد. از بازیگران آن می‌توان به کینویو تاناکا و ماسایوکی موری اشاره کرد.

## خلاصه داستان
ژاپن پس از جنگ. میچیکو، زنی جوان و سرخورده که در یک ازدواج بدون عشق گرفتار شده‌است. او به پسر عموی کوچکترش تسوتومو اعتماد می‌کند و این دو به هم نزدیک می‌شوند…